# 神庙逃亡2
神廟逃亡2（英語：Temple Run 2）是由 Imangi Studios 開發的遊戲《神廟逃亡》的續作。

## 简介
2013年1月，Imangi Studios推出游戏的续作《神廟逃亡2》。《神廟逃亡2》的控制和情节和前代游戏很相似，但是引入了新的障碍，并且设定在新的位置，主角必須在神廟、叢林、礦坑及河道之間逃亡，路線也從原本的直線改成了彎曲的路線，人物会以更快的速度移动。游戏还将前代的三只“恶魔猴子”替换为一只大型猴子。

### 角色
在最初版本設定只有幾位角色可提供購買操作，之後新增為10位角色，於2013年12月1日的更新版本。
- Guy Dangerous，前作主角，一個實力平均的探险家，亦是玩家的默认探险家。解鎖能力：shield power-up。
- Scarlett Fox，一個狡猾的逃脱大师。解鎖能力：boost power-up
- Barry Bones，一个很有态度的城市警察。解鎖能力：coin bonus power-up
- Karma Lee，跑得最快的探险家。解鎖能力：score power up
- Francisco Montoya，西班牙的征服者。解鎖能力：未開放
- Zack Wonder，美式足球明星。解鎖能力：未開放
- Montana Smith，有史以来第二伟大的探险家。解鎖能力：未開放
- 聖誕老人（Santa Claus），聖誕節期間販售的角色，需使用遊戲道具購買。解鎖能力：?
- 聖誕婆婆（Mrs. Santa），聖誕節期間販售的角色，也是需使用遊戲道具購買。解鎖能力：?
- 尤塞恩·柏特（Usain Bolt），世界中跑得最快的選手，需另行付費購買的角色。解鎖能力：Bolt power-up。
- 李小龍（Bruce Lee），特別角色。需另行付費購買的角色。
- 克娄巴特拉七世（Cleopatra），古埃及托勒密王朝的末代女王。
- 印何闐（Imhotep），埃及第三王朝大臣。
- Rahi Raaja，印度男探險家。
- Nidhi Nirmal，印度女探險家。
- 葉問

2013年8月，開放尤塞恩·柏特這個真實改編角色，原本設定是只能在活動期間內購買，之後改成永久性期間可購買的角色。十二月時，上架聖誕老人和聖誕婆婆這兩個角色，已提供購買，但是只能在有限時間內購買，也新增遊戲中的水上滑行場景；每個聖誕節期間角色們都能獲得聖誕帽，但必須先解鎖聖誕配備的圖表，如：面罩、襪子等等。
除了尤塞恩、聖誕老人、 聖誕婆婆以外其他角色以金錢解鎖外，尤塞恩必須實際付費購買，而聖誕老人和聖誕婆婆要以遊戲中的寶石購買，雖然角色外觀不同，但遊戲動作指令中都是一樣的。

## 发布
Imangi Studios此前表示，《神廟逃亡2》将会由Imangi小型开发团队开发，并在2012年3月发布。但《神廟逃亡2》意想不到的于2013年1月16日在新西兰的App Store上发布，国际版本在几小时后发布。根据Imangi Studios統計的資料，遊戲推出不到一週即在App Store達到兩千萬次的下載量。《神廟逃亡2》的Android版本于2013年1月24日发布。

## 评价
有玩家認為《神廟逃亡2》的畫面比《神廟逃亡》更鮮豔。2020年9月，国家计算机病毒应急处理中心近期在“净网2020”专项行动中通过互联网监测发现，此游戏违反《网络安全法》相关规定。未逐一列出收集使用个人信息的目的、方式、范围等，涉嫌隐私不合规。未提供有效的更正、删除个人信息及注销用户账号功能，或注销用户账号设置不合理条件，涉嫌隐私不合规。

## 派生版本
《神庙逃亡2》与迪士尼的电影《魔境仙踪》合作推出《神庙逃亡：魔境仙踪》（英文：Temple Run:OZ）。游戏在2013年2月27日发布了iOS版本，以配合即将上映的电影。